# Trojský kanál
Trojský kanál är en kanal i Tjeckiens huvudstad Prag.